# فرمیون سنگین
در فیزیک حالت جامد و مادهٔ چگال فرمیونهای سنگین یک گونه خاص از مواد، بیشتر ترکیبهای میان‌فلزی دارای عنصرهای فلزی با تراز 4f یا 5f هستند.
نام فرمیون سنگین از آنجا می‌آید که این فرمیون‌ها به گونه‌ای رفتار می‌کنند که گویی داری جرم موثری بسیار بیشتر از جرم سکون هستند.
فرمیون‌های سنگین در گروه سامانه‌های الکترونی همبسته سترگ جای می‌گیرند.